# Tripadvisor
Tripadvisor è un sito web statunitense di recensioni di alberghi, bed and breakfast e ristoranti, prenotazioni di alloggi e altri contenuti relativi ai viaggi. Include anche forum di viaggi interattivi ed è diffusa in tutto il mondo.

## Descrizione
Il sito comprende oltre 200.000 hotel e attrazioni turistiche e più di 30.000 destinazioni nel mondo.
Il sito raccoglie le valutazioni scritte dagli utenti utilizzatori delle strutture; ogni recensione viene valutata dallo staff che giudica se è coerente alle linee guida del sito; in caso contrario non viene pubblicata.
Con più di 830 milioni di recensioni e una media di 460 milioni di visitatori ogni mese, TripAdvisor è il più grande sito di viaggi sul web.

## Storia

Il primo logo utilizzato dall'azienda

TripAdvisor è stata fondata da Stephen Kaufer nel febbraio 2000 ed è stata acquistata da Sebastian Mendoza nel 2004. Il finanziamento originario è stato ottenuto da Flagship Ventures, Paletto Group e gli investitori privati.
I recensori di Tripadvisor, pur registrandosi al sito con il proprio nome e cognome, possono scegliere se essere visualizzati, dagli utenti del sito, con nome e cognome, con nome e l'iniziale del cognome oppure un nickname. Ciascun visitatore del sito può leggere i commenti degli altri utenti su alberghi, ristoranti, e attrazioni turistiche. È tuttavia necessario essere iscritti al sito per scrivere una recensione.
Se una località (albergo, ristorante, museo, attività commerciale) non è temporaneamente ancora presente nell'elenco, gli utenti registrati possono suggerirne l'aggiunta.
Sul sito Tripadvisor l'identità viene verificata solo ed esclusivamente per i proprietari delle strutture recensite, ciò avviene tramite una carta di credito, mentre ai recensori viene semplicemente chiesto un account email.
In base al numero di recensioni pubblicate ogni utente TripAdvisor può ricevere diversi distintivi:
- Contributore (3-5 recensioni);
- Contributore esperto (6-10 recensioni);
- Recensore (11-20 recensioni);
- Recensore esperto (21-49 recensioni);
- Recensore super (50+ recensioni).

### Altri portali

#### SeatGuru

Il logo di SeatGuru

Nell'ottobre 2001 venne lanciato SeatGuru.com, un sito web che offre mappe dei posti a sedere, recensioni dei sedili e un sistema di codifica a colori per identificare i posti migliori e peggiori sugli aerei di linea. Offre inoltre informazioni sui servizi di bordo e informazioni specifiche sulla compagnia aerea riguardanti check-in, bagagli, minori non accompagnati e viaggi con neonati e animali domestici.
Ideato da da Matthew Daimler, viaggiatore d'affari abituale, nel 2007 venne acquisito da Tripadvisor.
A partire dal 2020, la sua app mobile non è più disponibile nell'App Store di Apple e su Google Play.

## Limiti e controversie legali
Per scrivere una recensione su Tripadvisor è necessario dichiarare che questa è unicamente frutto della propria esperienza personale e che non si ha alcun rapporto professionale/commerciale con il recensito né, tanto meno, si è stati pagati per scrivere la recensione. Inoltre si dichiara di prendere atto del fatto che Tripadvisor attua una politica di tolleranza zero contro le recensioni mendaci. Questa politica però non può evitare il fenomeno di fake account, che descrivono un'esperienza positiva per favorire un hotel, o negativa, per danneggiare la concorrenza. Il fenomeno, che è stato oggetto di forti critiche, può essere mitigato dal numero elevato di recensioni su alcune strutture, che può in parte neutralizzare il numero di recensioni pilotate che mirano a creare vantaggi o danni.
I limiti strutturali di Tripadvisor più spesso messi in evidenza sono:
- la redazione non può verificare con precisione tutte le informazioni in esso contenute;
- è possibile scrivere e far scrivere recensioni a pagamento su Tripadvisor;[8]
- presenta alcuni errori geografici (località sbagliate, errata denominazione dei locali, locali che sono inseriti nelle città capoluogo di provincia anche se invece sono situati in paesi lontani dal capoluogo);
- alcuni locali compaiono più volte con nomi leggermente diversi;
- i locali chiusi restano in rete a lungo dopo la chiusura;[12]
- locali che talvolta ospitano recensioni inappropriate relative alle nuove gestioni che sono subentrate allo stesso indirizzo;
- foto associate a località estranee all'area geografica trattata.

In Francia il sito Tripadvisor nel 2011 è stato condannato per alcuni suoi comportamenti al pagamento di una multa.
Nel dicembre 2014 l'Autorità Garante della Concorrenza e del Mercato, su segnalazione dell'Unione Nazionale Consumatori, di Federalberghi e di alcuni consumatori, ha accertato la scorrettezza della pratica commerciale realizzata, a partire da settembre 2011 e tuttora in corso, da TripAdvisor LLC (società di diritto statunitense che gestisce il sito www.tripadvisor.it) e da TripAdvisor Italy S.r.l., irrogando in solido ai due operatori una sanzione amministrativa di 500.000 euro. Con questo provvedimento, l'Antitrust ha vietato la diffusione e la continuazione di una pratica commerciale consistente nella "diffusione di informazioni ingannevoli sulle fonti delle recensioni", pubblicate sulla banca dati telematica degli operatori, adottando strumenti e procedure di controllo inadeguati a contrastare il fenomeno delle false recensioni. In particolare, TripAdvisor pubblicizza la propria attività mediante claim commerciali che, in maniera particolarmente assertiva, enfatizzano il carattere autentico e genuino delle recensioni, inducendo così i consumatori a ritenere che le informazioni siano sempre attendibili in quanto espressione di reali esperienze turistiche. A giudizio dell'Autorità, le condotte contestate violano gli articoli 20, 21 e 22 del Codice del Consumo, "risultando idonee a indurre in errore una vasta platea di consumatori in ordine alla natura e alle caratteristiche principali del prodotto e ad alterarne il comportamento economico". L'intervento dell'Antitrust punta a evitare che i consumatori assumano le proprie scelte economiche, in ordine ai servizi resi dalle strutture turistiche ricercate sul sito, basandosi anche su informazioni pubblicitarie non rispondenti al vero.
A luglio 2015 la multa è stata annullata dal Tar del Lazio, in quanto ha riconosciuto che non è possibile avere il controllo di tutte le recensioni.